# 대한민국 국회 기획재정위원회
기획재정위원회(企劃財政委員會, 영어: Strategy and Finance Committee)는 재정·경제 정책에 관한 국회의 의사결정기능을 실질적으로 수행하는 국회 상임위원회이다.

## 설치 근거 및 소관 업무

### 설치 근거
- 국회법 [법률 제9129호, 2008.08.25 일부개정] 제37조[1]

### 소관 업무
- 기획재정부와 한국은행 소관에 속하는 의안과 청원 등의 심사, 기타 법률에서 정하는 직무를 수행한다.

## 연혁
- 1948년 10월 2일: 재정경제위원회를 설치.
- 1953년 1월 22일: 예산결산위원회를 분리.
- 1955년 2월 22일: 부흥위원회를 설치.
- 1963년 11월 26일: 부흥위원회를 재정경제위원회로 통합.
- 1970년 12월 31일: 재무위원회와 경제과학위원회로 분리.
- 1994년 6월 28일: 경제과학위원회를 행정위원회와 통합하여 행정경제위원회를 설치.
- 1995년 3월 2일: 재무위원회와 행정경제위원회를 통합하여 재정경제위원회를 설치.
- 2008년 8월 25일: 재정경제위원회를 기획재정위원회로 개편.

## 직무
- 법률안 및 청원 등 심사
  - 소관 법률안의 심사 및 제안
  - 소관 청원의 심사
  - 동의안·결의안 등 기타 소관 의안의 심사 및 제안
- 예·결산 등 심사
  - 소관부처의 예산안·결산의 심사
  - 소관부처의 기금운용계획안 및 결산의 심사
- 국정감사 및 조사
  - 소관기관에 대한 국정감사
  - 특정 사안에 대한 국정조사
- 일반 국정통제
  - 소관 행정입법에 대한 검토
  - 법률에 정하는 소관기관 공직후보자에 대한 인사청문
  - 소관기관에 대한 일상적인 감시·통제
- 기타
  - 소관 진정의 처리
  - 소관분야 정책연구개발

## 소관 부처
- 기획재정부
  - 국세청
  - 관세청
  - 조달청
  - 통계청
- 한국은행

## 위원 명단
| 위원정수 | 현원   | 더불어민주당            | 자유한국당         | 개혁신당          | 조국혁신당        |
| 26       | 26     | 14                      | 10                 | 1                 | 1                 |
| -------- | ------ | ----------------------- | ------------------ | ----------------- | ----------------- |
| 위원장   | 위원장 |                         | 송언석 - 경북 김천 |                   |                   |
| 간사     | 간사   | 정태호 - 서울 관악구 을 | 박수영 - 부산 남구 |                   |                   |
| 위원     | 위원   |                         |                    | 천하람 - 비례대표 | 차규근 - 비례대표 |

### 소위원회
| 소위원회                       | 소위원회 | 의원         | 의원       | 의원       | 의원                    |
| 소위원회                       | 소위원회 | 더불어민주당 | 자유한국당 | 바른미래당 | 평화와 정의의 의원 모임 |
| ------------------------------ | -------- | ------------ | ---------- | ---------- | ----------------------- |
| 경제재정소위원회 (10인)        | 소위원장 |              |            |            |                         |
| 경제재정소위원회 (10인)        | 소위원   |              |            |            |                         |
| 조세소위원회 (13인)            | 소위원장 |              |            |            |                         |
| 조세소위원회 (13인)            | 소위원   |              |            |            |                         |
| 예산결산기금심사소위원회 (5인) | 소위원장 |              |            |            |                         |
| 예산결산기금심사소위원회 (5인) | 소위원   |              |            |            |                         |

## 소관 법률

### 세제
- 국세기본법
- 국세와지방세의조정등에관한법률
- 조세범처벌절차법
- 국세징수법
- 소득세법
- 법인세법
- 부가가치세법
- 상속세 및 증여세법
- 자산재평가법
- 종합부동산세법
- 개별소비세법
- 교통·에너지·환경세법
- 주세법
- 증권거래세법
- 인지세법
- 조세특례제한법
- 국제조세 조정에 관한 법률
- 대한민국과아메리카합중국간의상호방위조약제4조에의한시설과구역 및 대한민국에서의합중국군대의지위에관한협정의실시에따른관세법등의 임시특례에관한법률
- 대한민국정부와칠레공화국정부간의자유무역협정의이행을위한관세법의특례에관한법률
- 관세법
- 수출용원재료에 대한 관세 등 환급에 관한 특례법
- 임시수입부가세법
- 자유무역협정의 이행을 위한 관세법의 특례에 관한 법률
- 농어촌특별세법
- 교육세법
- 과세자료의 제출 및 관리에 관한 법률
- 세무사법
- 관세사법
- 조세범처벌법

### 재정
- 공기업의경영구조개선및민영화에관한법률
- 공공기관의 운영에 관한 법률
- 부담금관리기본법
- 국가재정법
- 국가균형발전 특별법
- 사회기반시설에대한민간투자법
- 보조금의예산및관리에관한법률
- 기업예산회계법
- 예산회계에 관한 특례법
- 한국조폐공사법
- 공공자금관리기금법
- 국고금관리법
- 국가채권관리법
- 국가를 당사자로 하는 계약에 관한 법률
- 담배사업법
- 귀속재산처리법
- 국유재산의현물출자에관한법률
- 증권에의한세입납부에관한법률
- 조달사업에 관한 법률
- 정부보관금에관한법률
- 엽연초생산협동조합법
- 수입인지에관한법률
- 물품목록정보의관리및이용에관한법률
- 독립공채상환에관한특별조치법
- 국채법
- 물품관리법
- 국유재산법
- 국가회계법
- 회계관계직원등의책임에관한법률

### 경제정책·국제금융
- 복권 및 복권기금법
- 한국수출입은행법
- 대외경제협력기금법
- 공공차관의도입및관리에관한법률
- 국제금융기구에의가입조치에관한법률
- 한국은행법
- 한국투자공사법
- 국민경제자문회의법
- 한국은행통화안정증권법
- 물가안정에 관한 법률
- 통계법
- 외국환거래법